# Shape of Despair
Shape of Despair ist eine finnische Funeral-Doom-Metal-Band.

## Geschichte
Die Band wurde 1995 unter dem Namen Raven von Tomi Ullgren und Jarno Salomaa, Mitgliedern von Barathrum und Thy Serpent, gegründet. Noch unter dem Namen Raven veröffentlichte die Band 1998 ihr erstes Demo Alone in the Mist. Im September 1998 erfolgte die Umbenennung in Shape of Despair. 2000 unterschrieb die Band einen Vertrag bei dem Label Spikefarm Records und veröffentlichte im selben Jahr ihr Debüt Shades of ….
2001 trennte sich die Band von Sänger und Schlagzeuger Toni Mäensivu, Pasi Koskinen übernahm als Gast den Gesang, Samu Ruotsalainen wurde neuer Schlagzeuger. Im September erschien das zweite Album Angels of Distress, auf dem beide mitwirkten. Das Album wurde in den USA über Relapse Records vertrieben.
Das dritte Album Illusion’s Play, auf welchem Pasi Koskinen als vollwertiges Bandmitglied agierte, erschien 2004. Mit dieser Veröffentlichung begann Shape of Despair eine Kooperation mit Season of Mist für den US-amerikanischen Markt. Kurz darauf erschien die Kompilation Shape of Despair. Es waren zugleich die letzten Veröffentlichungen der Band beim Label Spikefarm Records für den europäischen Markt. In den folgenden Jahren wurde es ruhiger um die Band, es folgte nur eine EP und eine Split-EP mit Before the Rain. 2011 verließ Sänger Pasi Koskinen die Band und wurde noch im selben Jahr durch Henri Koivula ersetzt.
Im Oktober 2014 unterschrieb die Band beim Label Season of Mist und gab gleichzeitig bekannt, an einem neuen Album zu arbeiten. Im März 2015 wurde der Titel des Albums, Monotony Fields, bekanntgegeben, am 21. April 2015 das gleichnamige Lied als Premiere veröffentlicht. Das Album erschien am 15. Juni 2015 als CD-Version im Digipak und als Doppel-LP.
Die Band ist auf dem 2007 erschienenen Skepticism-Tributealbum Entering the Levitation – A Tribute to Skepticism mit einem Cover von Aether vertreten.

## Stil
Die Musik der Band wird als langsam, atmosphärisch und bedrückend beschrieben und wird von Orgeln, Violinen, tiefen Gitarrenriffs und den tiefen Growls dominiert. Die Musik orientiert sich am Funeral Doom von Skepticism, unterscheidet sich aber von diesem durch ihren melodischeren Aufbau und einen großen Anteil klassischer Instrumentalklänge.

## Diskografie
Demoaufnahmen
- 1998: Alone in the Mist (Demo unter dem Bandnamen Raven, 2016 Re-Release über Season of Mist)
- 1998: Promo 1998 (Demo unter dem Bandnamen Raven)

Studioalben
- 2000: Shades of … (Album, Spikefarm, Re-Release 2006 über Season of Mist)
- 2001: Angels of Distress (Album, Spikefarm, US-Release 2002 Relapse Records)
- 2004: Illusion’s Play (Album, Spikefarm, Re-Release 2005 über Season of Mist)
- 2015: Monotony Fields (Album, Season of Mist)
- 2022: Return to the Void (Album, Season of Mist)

Sonstige Veröffentlichungen
- 2005: Shape of Despair (Kompilation, Spikefarm, Re-Release 2006 über Season of Mist)
- 2010: Written in My Scars (EP, Solarfall Records)
- 2011: Shape of Despair / Before the Rain (Split-EP, Avantgarde Music)